# Jimmy Murphy (fotbalist)
James (Jimmy) Patrick Murphy (n. 8 august 1910, Pentre, Țara Galilor — d. 14 noiembrie 1989, Manchester) a fost un jucător și antrenor de fotbal galez.